# Miguel Guilherme
Miguel Guilherme Guerra Neves de Almeida (Lisboa, 15 de novembro de 1958) é um actor e encenador português.
Juntamente com Luís Esparteiro, Diogo Infante e António Capelo, Miguel Guilherme é considerado um dos melhores atores da sua geração.

## Carreira
Miguel Guilherme estudou Antropologia, na Faculdade de Letras da Universidade de Lisboa. Tendo deixado o curso em prol do teatro, iniciou a sua carreira no Teatro da Comuna, destacando-se na peça O Dragão, de Eugène Schwartz, com João Mota. Nos anos seguintes trabalhou com João Lourenço, no Teatro Aberto, e Mário Feliciano, no Teatro São Luiz. Em 1987 inicia uma colaboração regular com o Teatro da Cornucópia, sob a direcção de Luís Miguel Cintra. Foi ainda dirigido por José Wallenstein, Fernanda Lapa, Adriano Luz, António Pires, Ricardo Pais e António Feio. Representou William Shakespeare, Samuel Beckett, Botho Strauss, Bertolt Brecht, Edward Bond, Luigi Pirandello, entre muitos outros.
Como encenador estreou-se em Perversões, de David Mamet, ao lado de José Pedro Gomes, para o Clube Estefânia. A esta primeira experiência, seguem-se Desastres, a partir de uma colagem de textos de Ionesco, Samuel Beckett e Philip Dick, no Teatro da Cornucópia; À Espera de Godot, de Samuel Beckett, no Teatro da Comuna; Vai Ver Se Chove, adaptado de Georges Courteline, novamente na Cornucópia.
Na televisão participou em telefilmes de Paulo Rocha, Luís Filipe Costa e Edgar Pêra, trabalhou com Herman José em Humor de Perdição (1987), Herman Enciclopédia (1997) e Herman 98 (1998) e Herman 99 (1999); integrou o elenco de séries como Conta-me como Foi (RTP - 2007, 2008 e 2009), Bocage de Fernando Vendrell, que protagonizou (RTP - 2006), O Fura-Vidas (SIC - 1999)  ou Sai da Minha Vida (SIC - 1996).
Participou em Redenção, uma minissérie da TVI, com cerca de 4 episódios, onde interpreta o papel de Luís. Também actua na série cómica Último a Sair, em exibição na RTP 1 onde interpreta um apresentador de televisão.
Assinou contrato de exclusividade com a TVI, por 3 anos, e em breve estará no elenco de Violeta, a novela de Tozé Martinho, que substituirá novela em Setembro. Desde 2014, faz parte do elenco do programa de humor Melhor do que Falecer, na TVI, escrito e protagonizado por Ricardo Araújo Pereira.
No cinema salienta, como um dos seus primeiros trabalhos, o filme Filha da Mãe, de João Canijo, em 1990. No mesmo ano trabalhou com Manoel de Oliveira em Non ou a Vã Glória de Mandar, realizador que também o dirigiu em A Divina Comédia, que protagonizou (1991), Vale Abraão (1993), A Caixa (1994), Palavra e Utopia (2000) e O Quinto Império (2004). Trabalhou ainda em filmes de Jorge Silva Melo, Fernando Lopes (1993 - O Fio do Horizonte, 2002 - O Delfim e 2004 - Lá Fora), José Fonseca e Costa (1996 - Cinco Dias, Cinco Noites e 2003 - O Fascínio), António-Pedro Vasconcelos, Jorge Cramez, Solveig Nordlund (2002 - Aparelho Voador a Baixa Altitude), Fernando Matos Silva, Paulo Rocha, Manuel Mozos (1999 - … Quando Troveja), entre outros. Participou em  Alice, de Marco Martins (2005), no remake de O Pátio das Cantigas e ainda no filme português mais recente "O Leão da Estrela".
Na rádio co-apresentou, com Nuno Artur Silva, o programa História Devida na Antena 1/RDP, baseado num modelo criado por Paul Auster, nos EUA.
Em Setembro de 2017, regressa à TVI, na novela A Herdeira, onde deu vida à personagem Sancho Villalobos.

## Filmografia

### Televisão
| Ano       | Projeto                     | Papel                        | Nota(s)                  | Canal |
| --------- | --------------------------- | ---------------------------- | ------------------------ | ----- |
| 1987-1988 | Humor de Perdição           | Betinho de Sallette          | Elenco Principal         | RTP1  |
| 1990      | Alentejo sem Lei            | Mil Homens                   | Elenco Principal         | RTP1  |
| 1993-1994 | Sozinhos em Casa            | Felix                        | Protagonista             | RTP1  |
| 1996      | Sai da Minha Vida           | Mário                        | Protagonista             | SIC   |
| 1996      | A Mulher do Senhor Ministro | Santinho Lopes               | Participação Especial    | RTP1  |
| 1997-1998 | Herman Enciclopédia         | Várias personagens           |                          | RTP1  |
| 1998-1999 | Herman 98                   | Várias personagens           |                          | RTP1  |
| 1999-2002 | O Fura-Vidas                | Quim Fintas                  | Protagonista             | SIC   |
| 2004      | Inspector Max               | Elísio                       | Participação Especial    | TVI   |
| 2004-2006 | O Jogo                      | Joaquim Rodrigues            | Elenco Principal         | SIC   |
| 2006      | Bocage                      | Bocage                       | Protagonista             | RTP1  |
| 2007-2023 | Conta-me Como Foi           | António Lopes                | Protagonista             | RTP1  |
| 2008      | Casos da Vida               | Paulo Fortuna                | 2ª temporada, episódio 9 | TVI   |
| 2010      | Noite Sangrenta             | Óscar Carmona                | Protagonista             | RTP1  |
| 2011      | Último a Sair               | Teresa/Júlia                 | Apresentador             | RTP1  |
| 2011      | Família Mata                | Luís                         | Participação Especial    | SIC   |
| 2011      | Redenção                    | Anjo                         | Protagonista             | TVI   |
| 2012-2013 | Doce Tentação               | João Maria Coutinho/"Pingas" | Coadjuvante              | TVI   |
| 2013      | Mundo ao Contrário          | Simão Quintino               | Protagonista             | TVI   |
| 2014      | Melhor do que Falecer       | Várias personagens           | Participação Especial    | TVI   |
| 2015-2016 | Coração D' Ouro             | Luís Noronha                 | Coadjuvante              | SIC   |
| 2017      | Sim, Chef!                  | Vítor Guerreiro              | Protagonista             | RTP1  |
| 2017-2018 | A Herdeira                  | Sancho Villalobos            | Antagonista              | TVI   |
| 2018-2019 | A Teia                      | Augusto Rosa Neto            | Antagonista              | TVI   |
| 2021      | Esperança                   | Miguel Guilherme             | Participação Especial    | SIC   |
| 2021      | Na Porta ao Lado: Esperança | Mário                        | Protagonista             | SIC   |
| 2021      | Cavalos de Corrida          | Assaltante                   | Elenco Principal         | RTP1  |
| 2021      | Amor Amor Vol. 2            | Pedro Antunes «Pepe»         | Elenco Regular           | SIC   |
| 2022      | Quero é Viver               | Rodolfo                      | Participação Especial    | TVI   |
| 2025      | Vizinhos Para Sempre        | Tozé                         | Elenco Principal         | TVI   |
| 2025      | Finisterra                  |                              |                          | RTP1  |

### Cinema
- Meia Noite (1988)
- Filha da Mãe (1990)
- Non, ou a Vã Glória de Mandar (1990)
- A Divina Comédia (1991)
- Malvadez (1991)
- S.O.S. Stress (1992) - curta-metragem
- Medo (1992)
- Coitado do Jorge (1993)
- Vale Abraão (1993)
- A Caixa (1994)
- A Casa dos Espíritos (1993)
- O Fio do Horizonte (1993)
- I Morgon, Mario (1994)
- Un Amour Aveugle (1994)
- Ao Sul (1995)
- Terra Estrangeira (1996)
- Cinco Dias, Cinco Noites (1996)
- ...Quando Troveja (1999)
- Palavra e Utopia (2000)
- A Raiz do Coração (2000)
- O Delfim (2002)
- 88 (2002) - telefilme
- Aparelho Voador a Baixa Altitude  (2002)
- Der Gläserne Blick (2003)
- O Fascínio (2003)
- Lá Fora (2004)
- O Quinto Império - Ontem Como Hoje (2004)
- Cowboys na António Maria Cardoso (2004) - curta-metragem
- Alice (2005)
- Corrupção (2007)
- Singularidades de uma Rapariga Loura (2009)
- Filme do Desassossego (2010)
- Assim Assim (2012)
- Quatro (2014)
- Capitão Falcão (2015)
- The Secret Agent (2015)
- O Pátio das Cantigas (2015)
- O Leão da Estrela (2015)
- A Canção de Lisboa (2016)
- Parque Mayer (2018)

### Dobragens
- Rua Sésamo - Monstro das Duas Cabeças
- Os Três Mosqueteiros (anime) - D'Artagnan
- O Conde Patrácula - Dimitri
- Mighty Morphin Power Rangers - Zack e Goldar
- Raio Azul - Telmo
- A Carrinha Mágica - Arnaldo
- O Panda do Kung Fu 2 - Lord Shen
- Lego Ninjago: O Filme - Mestre Wu